# Лозуватка (Дніпровський район)
Лозува́тка — село в Україні, у Ляшківській сільській територіальній громаді Дніпровського району Дніпропетровської області.
Площа — 0,699 км², домогосподарств — 75, населення — 170 осіб.

## Географія
Село Лозуватка знаходиться на правому березі річки Оріль, вище за течією на відстані 1 км розташоване село Андріївка, нижче за течією примикає село Залелія.

## Історія
До 1997 року село підпорядковувалось Ляшківській сільській раді, а 18 квітня 1997 року увійшло до складу новоствореної Залеліївської сільради.

## Населення

### Мова
Розподіл населення за рідною мовою за даними перепису 2001 року:
| Мова       | Відсоток |
| ---------- | -------- |
| українська | 96%      |
| російська  | 2%       |
| молдовська | 2%       |